# Eucladoceros
L'eucladocero (gen. Eucladoceros), noto anche come euctenocero (Euctenoceros) è un mammifero artiodattilo estinto, appartenente ai cervidi. Visse tra il Pliocene inferiore e il Pleistocene inferiore, e i suoi resti fossili sono stati ritrovati in Europa e in Asia. Era caratterizzato da spettacolari palchi ramificati.

## Descrizione

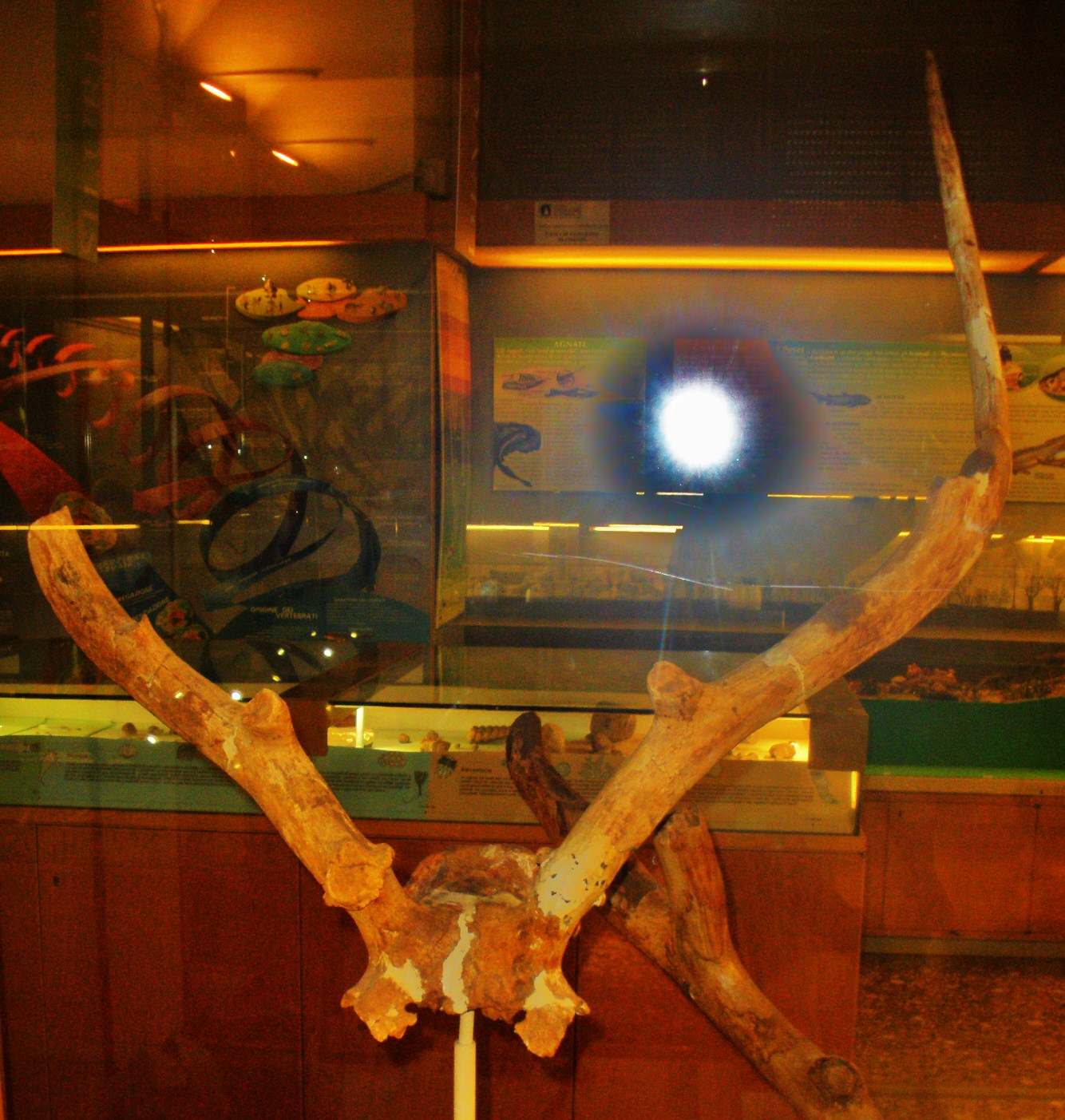
Cranio di E. ctenoides

La caratteristica principale di questo grande cervo erano i palchi: enormi (ampi fino a 1,90 metri), erano estremamente ramificati (da qui il nome Eucladoceros, ovvero "corna ben ramificate"), e in alcune specie (ad esempio Eucladoceros dicranios) terminavano in ben dodici punte. La lunghezza dell'animale era di 2,50 metri e l'altezza al garrese di 1,80; solo il cervo megacero, il cervalce e l'attuale alce sono più grandi nella famiglia dei cervidi.
I palchi erano simili a pettini, a causa delle molteplici diramazioni (in particolare in E. ctenoides ed E. dicranios). Eucladoceros fu il primo cervo a sviluppare palchi altamente evoluti; tuttavia la forma del suo cranio e la morfologia dentaria erano ancora primitive, e ricordano quelle di una forma attuale come il sambar (Rusa unicolor).

## Classificazione
I primi ritrovamenti, appartenenti alla specie Eucladoceros dicranios, vennero descritti nel 1841 dal naturalista fiorentino Filippo Nesti, direttore del Museo di Storia Naturale di Firenze. Successivamente vennero descritte numerose specie, rinvenute in varie zone d'Europa e anche in Asia. Le specie più antiche risalgono al Pliocene inferiore e sono state ritrovate in Cina (E. proboulei); dall'Estremo Oriente si diffusero in Asia e poi in Europa. 

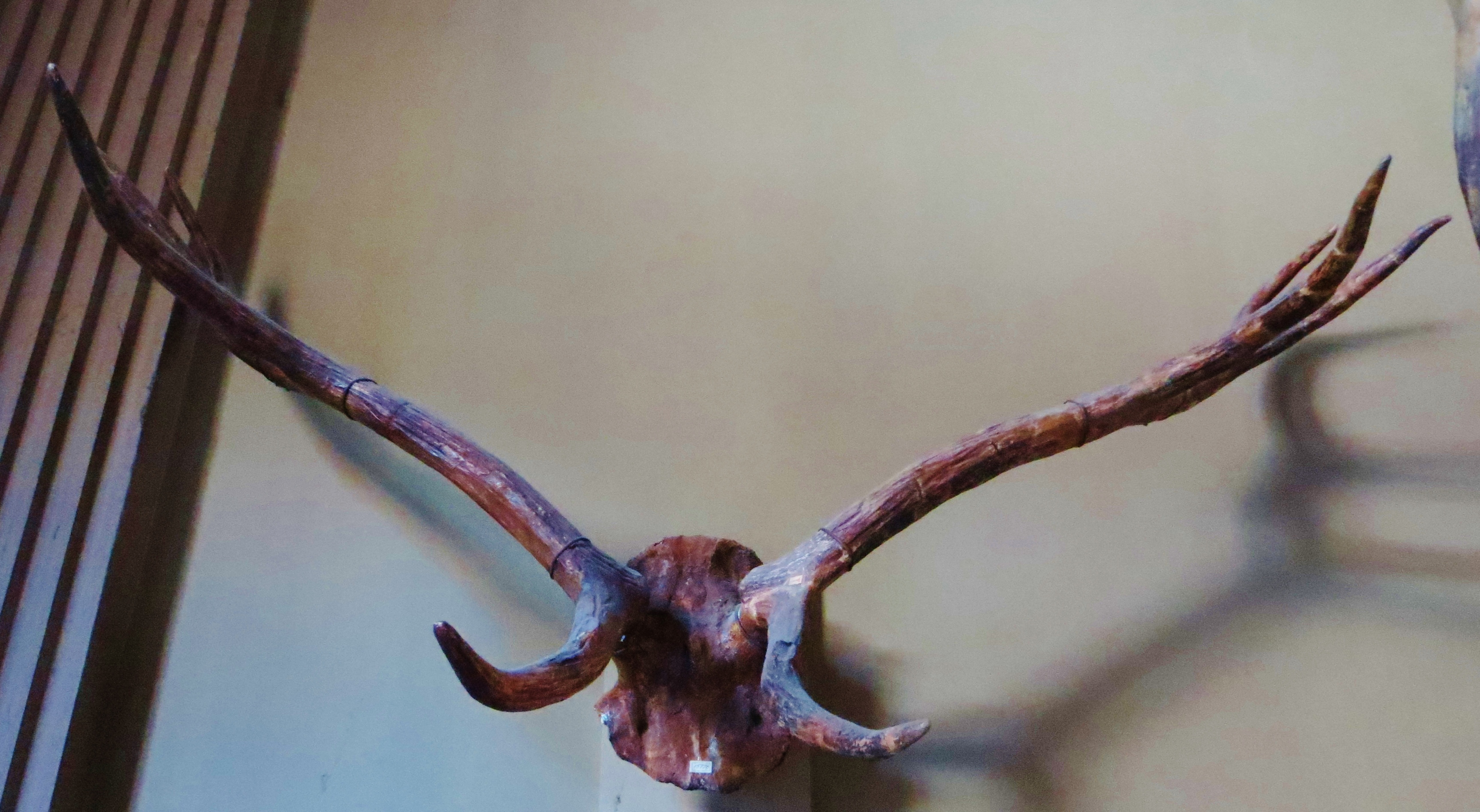
Cranio di E. teguliensis

La sistematica delle forme europee pleistoceniche è confusa, e sono state descritte circa una dozzina di specie. La maggior parte dei nomi specifici sono evidentemente sinonimi, e attualmente solo due o tre specie vengono riconosciute: E. dicranios (rinvenuta in Italia, Inghilterra e nella regione del Mare d'Azov in Russia), E. ctenoides (Grecia, Italia, Francia, Spagna, Paesi Bassi e Inghilterra) ed E. teguliensis (Francia, Paesi Bassi e Gran Bretagna). L'ultima specie, spesso posta in sinonimia con E. senezensis, è anche considerata una sottospecie di E. ctenoides, poiché alcuni ritrovamenti (ad esempio quelli di Ceyssaguet in Francia) mostrano caratteri di transizione tra E. ctenoides ed E. teguliensis). In Cina, tra il Pliocene superiore e il Pleistocene inferiore, visse E. boulei. Altri resti attribuiti a Eucladoceros sono stati ritrovati in Tagikistan, Pakistan e India.  

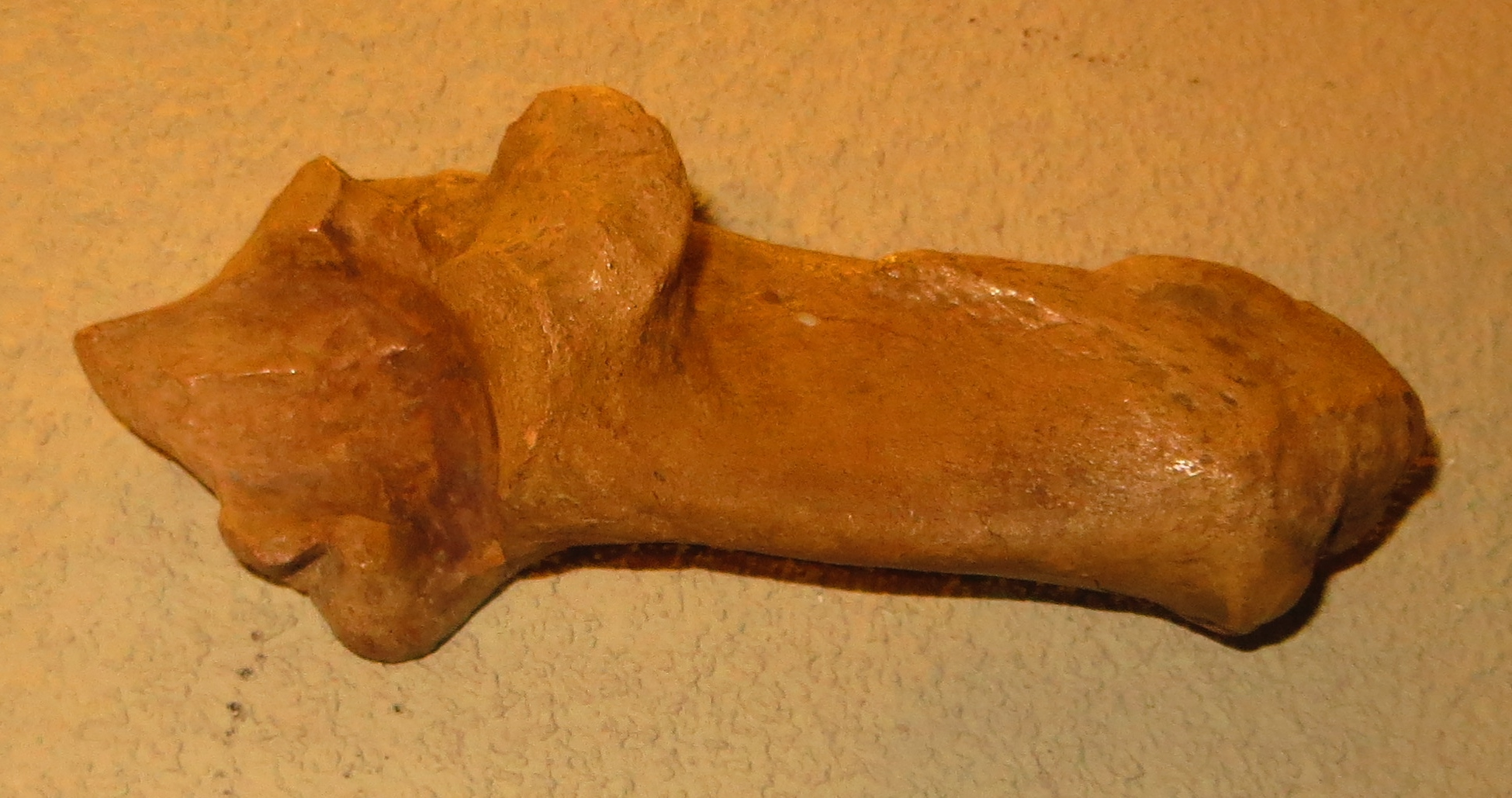
Calcagno di E. ctenoides

## Paleoecologia
L'eucladocero vagava per gli spazi aperti e le zone relativamente boscose dell'Europa nel Villafranchiano; la specie più conosciuta (Eucladoceros dicranios) è nota per alcuni crani spettacolari rinvenuti in Valdarno.

## Bibliografia

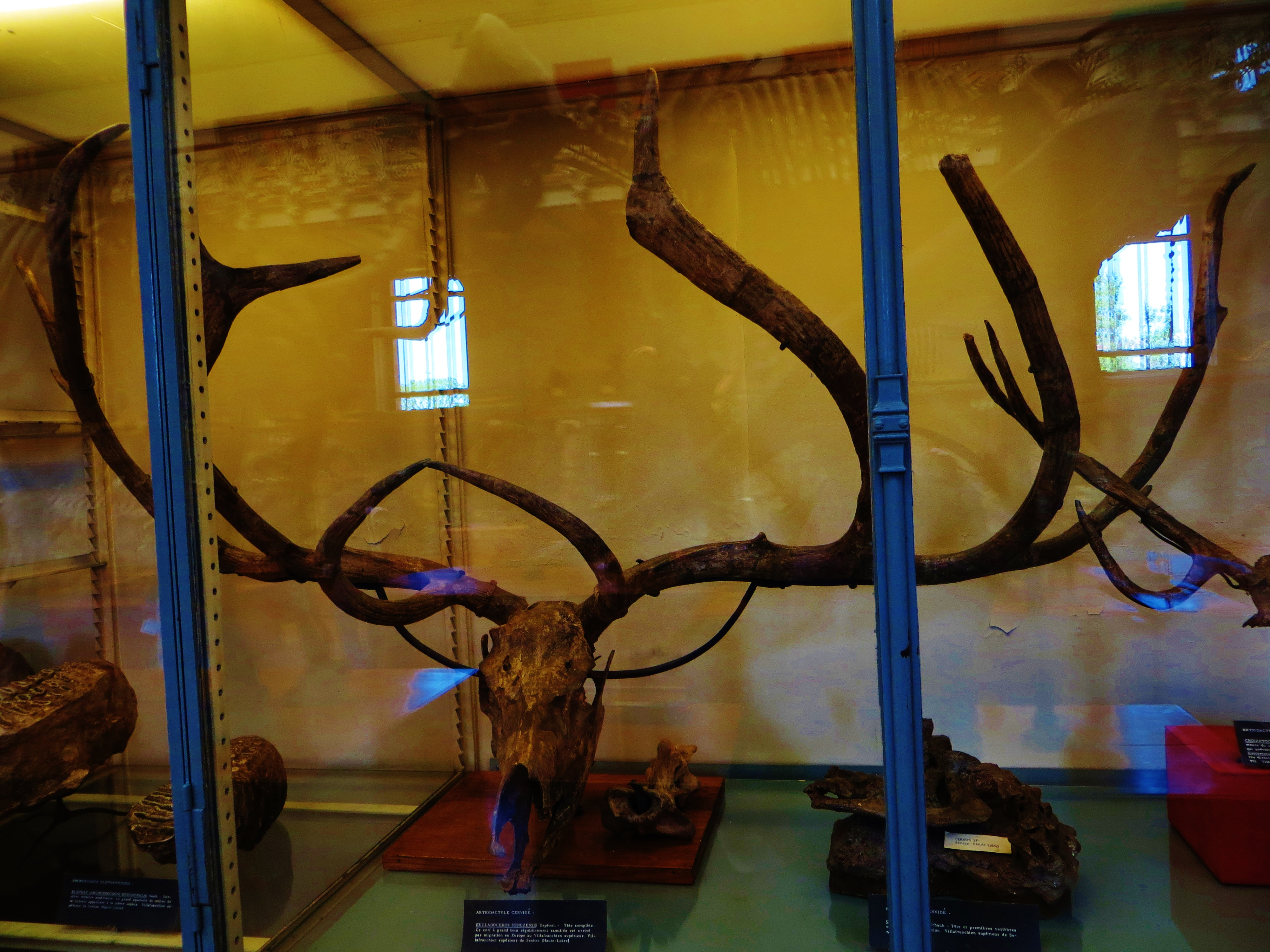
Cranio di Eucladoceros senezensis